# Nolana arenicola
Nolana arenicola ist eine Pflanzenart aus der Gattung Nolana in der Familie der Nachtschattengewächse (Solanaceae).

## Beschreibung
Nolana arenicola ist eine bis zu 45 cm hohe und 30 bis 40 cm breite einjährige Pflanze. Sie ist mit drüsigen Trichomen besetzt. Die locker verzweigten, niederliegenden, röhrigen Äste messen 2 bis 4 mm im Durchmesser, die Internodien haben eine Länge von 1 bis 5 cm.
Die Laubblätter sind eiförmig oder breit lanzettlich und 1 bis 3 cm lang. Die Blattspreite verengt sich plötzlich zur schief abgerundeten, stumpfen oder spitz zulaufenden Basis hin und geht in einen 1 (selten bis 2) cm langen Blütenstiel über. Die Blätter sind eben oder schmal zurückgebogen, leicht gerippt und sukkulent.
Die schlanken Blütenstiele sind 0,5 bis 2 cm lang und werden im Alter starr und biegen sich zurück. Der Kelch ist zur Blütezeit 1 bis 1,5 cm lang und misst 3 bis 4 (selten bis 5) mm im Durchmesser. Er ist ein oder zwei Mal eingerissen, die fünf ungleich geformten Kelchzipfel sind spatelförmig und stehen aufrecht, an der Frucht sind sie auffällig vergrößert und 8 mm lang. Die Krone ist blau, 2 bis 2,5 (selten bis 3) cm lang, die Kronröhre ist etwa 5 mm lang. Die Innenseite ist dicht filzig behaart.
Die etwa 2 bis 7 mm lange Sammelfrucht besteht aus fünf größeren und fünf bis zehn kleineren Nüsschen. Alle Teilfrüchte sind gewinkelt und runzelig. Der Fruchtknotenwulst ist an der Frucht vergrößert und 3 mm hoch.

## Verbreitung
Die Art ist ein Endemit Südperus und kommt zwischen den Departements Arequipa und Tacna vor.

## Systematik
Phylogenetische Untersuchungen ergaben, dass die Art innerhalb der Gattung am nächsten mit Nolana adansonii (ebenfalls aus Peru) und Nolana galapagensis (von den Galápagos-Inseln) verwandt ist. Diese Arten bilden eine monophyletische Klade.